# 僧帽蝴蝶魚
僧帽蝴蝶魚，為輻鰭魚綱鱸形目蝴蝶魚科的一個種。

## 分布
本魚分布於西印度洋區，包括聖誕島、可可群島、馬達加斯加、馬爾地夫、模里西斯、塞席爾群島、留尼旺等海域。

## 深度
水深30至70公尺。

## 特徵
本魚體呈方圓形，吻短，體色為黃色，體側具有兩大寬斜黑帶，由體背斜向後下方，體長可達14公分。

## 生態
本魚為棲息在較深水域的蝴蝶魚，以小群體在碎石區或在黑珊瑚或海扇生長的岩石峭壁中活動，屬肉食性。

## 經濟利用
為高經濟價價的觀賞魚。